# Stoneleigh Abbey
Stoneleigh Abbey is een voormalige abdij nabij het Engelse Stoneleigh in Warwickshire.

## Geschiedenis
De abdij werd gesticht door de Orde der Cisterciënzers in 1154. Het oudste nog bewaarde deel is een poortgebouw uit de 14e eeuw.
In 1558 kwam het gebouw en bijhorend domein in het bezit van Sir Thomas Leigh, handelaar en burgemeester van centraal-Londen (Lord Mayor of London). Tussen 1714 en 1726 werd door zijn nakomelingen de westvleugel gebouwd. Het gebouw bleef in het bezit van de Leigh-familie tot 1990.
De gebouwen en domein vormden onder meer een bron van inspiratie voor Jane Austen haar novelles.

## Afbeeldingen

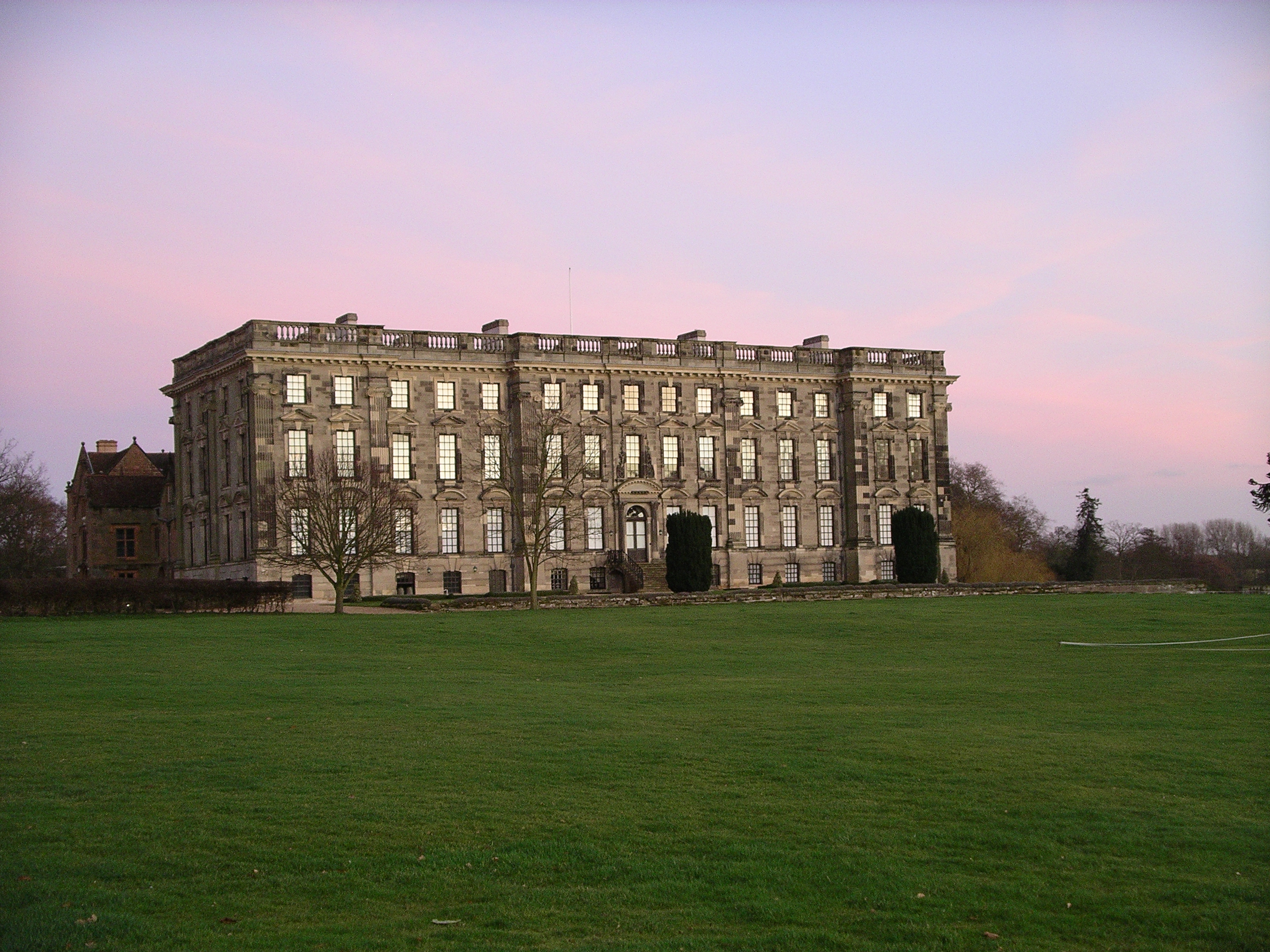
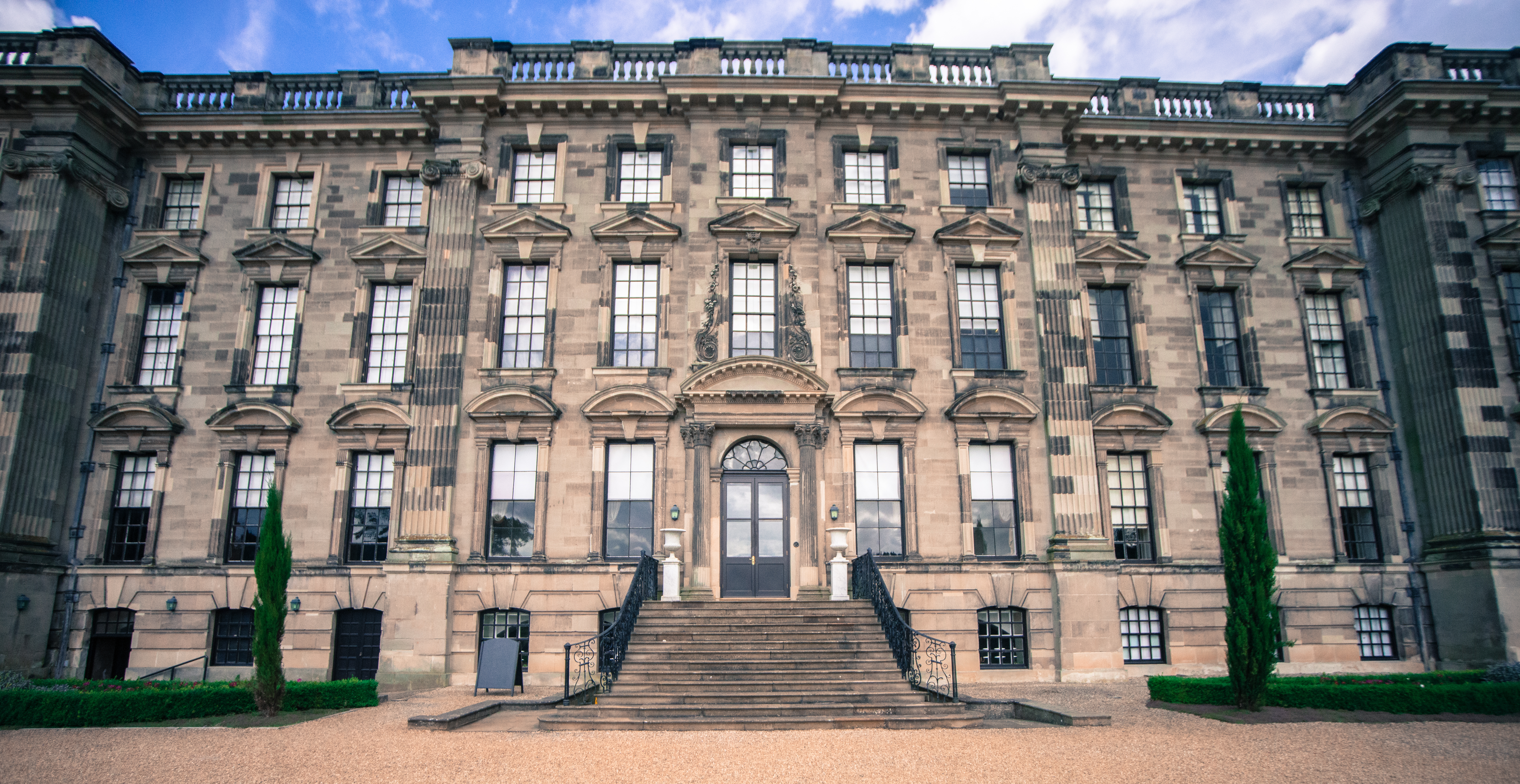
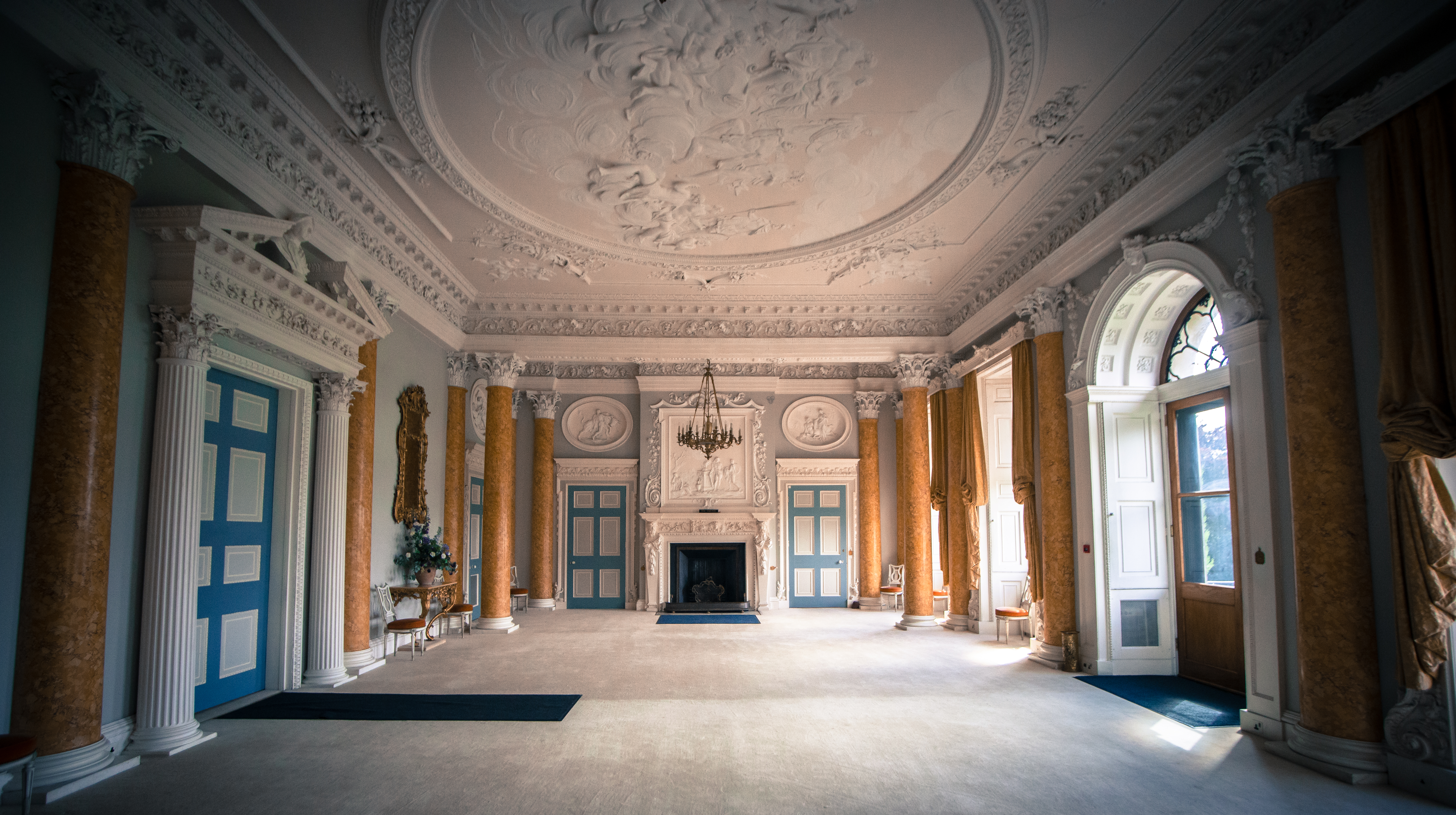
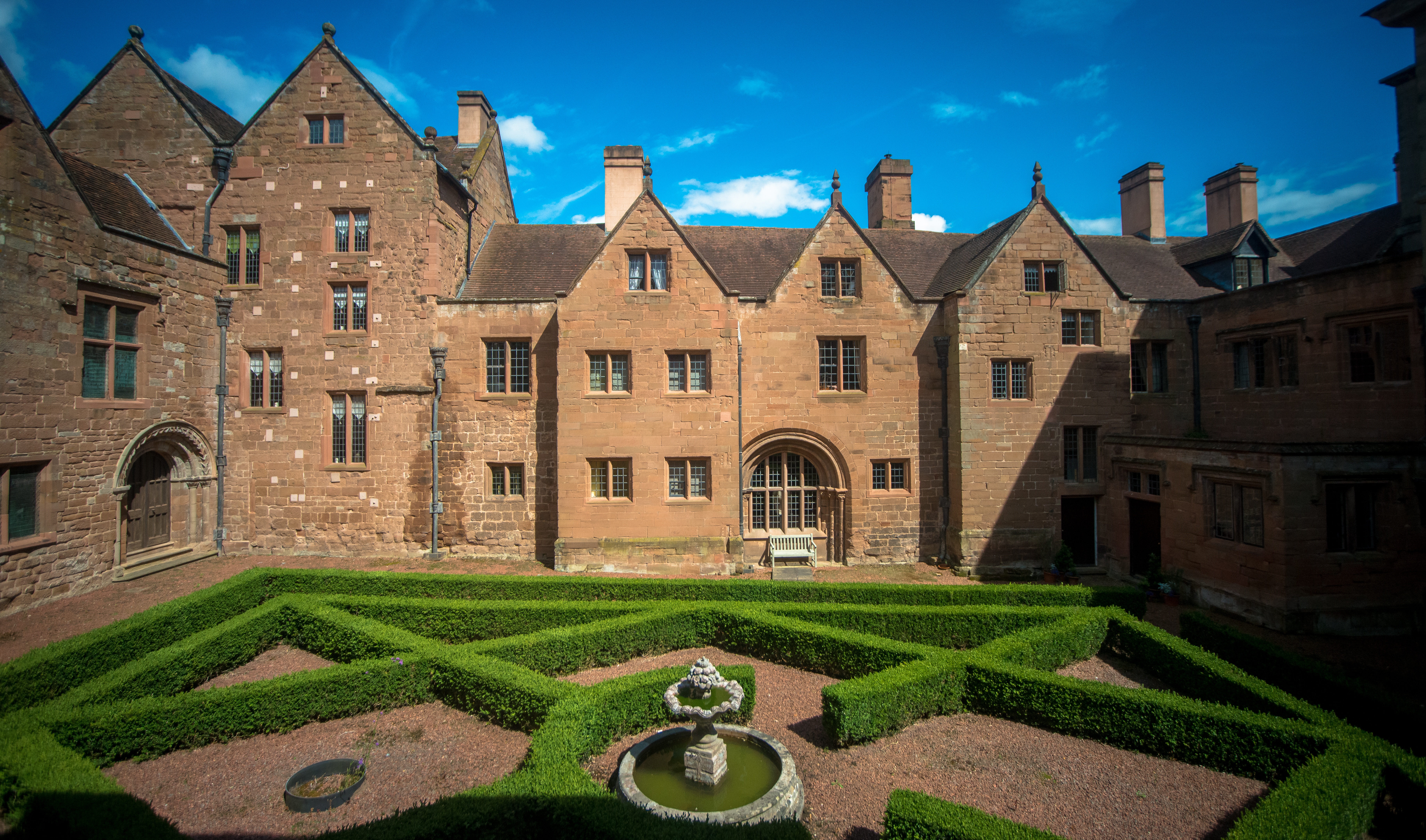